# Coreanos en Micronesia
Antes de la Segunda Guerra Mundial, los coreanos en Micronesia constituían una población significativa, cuando la mayor parte de la región estaba bajo el Mandato del Pacífico Sur del Imperio de Japón; por ejemplo, representaban el 7,3% de la población de Palaos en 1943. Sin embargo, después de que el área pasó a estar bajo el control de los Estados Unidos como el Territorio Fiduciario de las Islas del Pacífico, la mayoría de los coreanos regresaron a su tierra natal. En 2013, aproximadamente siete mil expatriados e inmigrantes surcoreanos y coreano-estadounidenses residían en las Marianas (Guam y la Mancomunidad de las Islas Marianas del Norte), que han permanecido bajo el control de Estados Unidos, mientras que solo alrededor de doscientos expatriados surcoreanos residían en los países independientes de Micronesia.

## Época colonial japonesa (1914–1945)
Con el aumento drástico de la demanda de mano de obra al inicio de la guerra, las autoridades japonesas recurrieron a la península coreana como fuente de trabajadores baratos. Los primeros trabajadores coreanos llegaron en enero de 1939, un grupo de 500 personas; fueron empleados por Hōnan Sangyō K.K. (豊南産業株式会社) en el procesamiento de yuca. Desde entonces y hasta febrero de 1940, llegaron a Palaos 13 envíos adicionales que totalizaron 1 266 trabajadores coreanos.
Un censo de 1943 mostró que la población total de coreanos en Palaos era de 2,458, o el 7.3% de la población en ese momento; eran solo una décima parte del tamaño de la población japonesa. De estos, 864 vivían en Babeldaob, otros 721 estaban alojados en la base naval de la isla de Malakal, 539 vivían en Angaur y los 334 restantes estaban dispersos en otros lugares.
Había alrededor de 2 400 coreanos en Tinian en el momento de la batalla homónima de julio de 1944, que llevó la isla bajo control estadounidense; recibieron con entusiasmo su liberación del colonialismo japonés y donaron US$666.35, ahorrados de sus salarios de 35 centavos diarios, para apoyar el esfuerzo de guerra.
Junto con los japoneses, todos los coreanos fueron repatriados después de la rendición de Japón que puso fin a la Segunda Guerra Mundial. El proceso de repatriación comenzó en septiembre de 1945 y duró hasta mayo de 1946. El número total de personas que repatriaron a Corea desde Palaos fue registrado en más de 3 000 personas. En total, en todas las islas, los registros estadounidenses muestran 10,966 repatriados coreanos (6 880 civiles, 3 751 militares y 190 soldados), mientras que los registros japoneses muestran solo 7 727.

## Últimos años (1945-presente)

### Territorios de Estados Unidos
Según las estadísticas del Ministerio de Relaciones Exteriores de Corea del Sur, hay 5 016 coreanos residiendo en Guam (1 933 coreano-estadounidenses, 1 426 con estatus de inmigrante, 133 estudiantes internacionales y 1 524 expatriados surcoreanos con otros tipos de visas) y 2 281 en las Islas Marianas del Norte (159 coreano-estadounidenses, 102 con estatus de inmigrante, 214 estudiantes internacionales y 1 806 con otros tipos de visas).
La inmigración moderna de surcoreanos a Guam comenzó en 1971.
En Marpi, Saipán, en las Islas Marianas del Norte, se construyó en 1978 un monumento en memoria de los soldados coreanos en el Ejército Imperial Japonés que murieron durante la Batalla de Saipán. La comunidad coreana local ha celebrado servicios conmemorativos allí anualmente desde entonces. Akihito, el Emperador de Japón, visitó el monumento para rendir homenaje en junio de 2005.

### En otros lugares
Solo alrededor de 120 a 130 expatriados surcoreanos viven en Palaos, incluyendo aproximadamente 80 que trabajan en un proyecto de construcción en Babeldaob. Corea del Sur también se clasificó como el segundo país de origen más grande de turistas en Palaos, después de la República de China en Taiwán; en junio de 2006, llegaron a Palaos 5 507 turistas surcoreanos, un aumento del 2% en comparación con junio de 2005.